# 미시간 스테이트 스파르탄스

미시간 스테이트 스파르탄스(Michigan State Spartans)는 미시간 주립 대학교를 대표하는 운동 팀이다. 이 학교의 운동 프로그램에는 23개의 대학 스포츠 팀이 있다. 이들의 마스코트는 스파리트라는 이름의 스파르타 전사이고, 학교 색상은 녹색과 흰색이다. 이 대학은 NCAA 디비전 I과 풋볼 볼 서브디비전(Football Bowl Subdivision)에 참여한다. 스파르탄스는 모든 대학 스포츠에서 빅 텐 콘퍼런스의 멤버로 참여한다. 미시간 스테이트는 남성을 위한 11개의 대학 스포츠와 여성을 위한 12개의 대학 스포츠를 제공한다.
MSU의 풋볼 팀은 1952년에 합의된 전국 챔피언이었고, 1965년에 (UPI) 코치 전국 챔피언이었으며, 1951년, 1955년, 1957년, 1966년에 다른 평가 그룹에 의해 전국 챔피언으로 지명되었다. 이들은 또한 1954년, 1956년, 1988년, 2014년에 로즈볼에서 우승했다. 남자 농구 팀은 1979년과 2000년에 NCAA 전국 챔피언십에서 우승했다. MSU 남자 아이스하키 팀은 1966년, 1986년, 2007년에 전국 타이틀을 획득했다.